# Asedio de Devagiri (1296)
El asedio de Devagiri de 1296 se refiere a un enfrentamiento militar sucedido entre los ejércitos del Sultanato de Delhi y del reino de la dinastía Seuna, con victoria de los primeros. Ese año, el gobernador de Kara y sobrino del sultán de Delhi, Ali Gurshasp (futuro sultán Alaudín), realizó una expedición en secreto contra el reino hindú, pues deseaba obtener prestigio y botín para deponer a su tío y suegro, Yalaluddin Jalyi. 
Cuando la expedición llegó a Devagiri (Daulatabad), el rey local, Ramachandra, se atrincheró en su colina fortificada pero como el grueso de sus hombres estaban en una campaña con su hijo Simhana carecía de los hombres y provisiones para resistir un asedio. Esto obligó al rey a pagar una fuerte suma de dinero a Gurshasp, sin embargo, Simhana pronto apareció y enfrentó al ejército musulmán en batalla. Pero como Gurshasp resultó victorioso, obligó a Ramachandra a pagar una indemnización mucho mayor. Gurshasp volvió a Kara con su botín y poco después hizo asesinar a su tío.

## Antecedentes
A finales del siglo XIII, Ali Gurshasp (futuro Alaudín) era gobernador de Kara y sobrino y yerno del sultán de Delhi, Yalaluddin Jalyi. El reino de la dinastía Seuna estaba ubicado al sur del subcontinente indio, en la región del Decán. Los reinos de la dinastía Paramara y de los chandelas de Jejakabhukti, que separaban a Delhi de los seunas, habían perdido mucho de su poder. A la vez, Gurshasp deseaba derrocar a su tío y había saqueado otros territorios para recaudar fondos para conseguir apoyos. En 1293, durante su incursión a Bhilsa, se enteró de la enorme riqueza que había en Devagiri (Daulatabad), capital de los seunas.
Durante los siguientes años, hizo preparativos para atacar Devagiri. Tenía la intención de completar la incursión en secreto y en muy poco tiempo, para evitar las sospechas del sultán y prevenir cualquier contramedida por parte de los reinos hindúes de Decán. Por lo tanto, difundió la falsa noticia de que estaba marchando hacia Chanderi. Entregó la administración de Kara a Ala-ul-Mulk (el tío de Ziauddin Barani), quien envió noticias inventadas sobre los movimientos de Gurshasp a Yalaluddin.

## Marcha
El 26 de febrero de 1296, Gurshasp abandonó Kara con 8000 jinetes. Marchó a Chanderi y luego se trasladó en secreto a Bhilsa. A continuación, cruzó la cordillera de Vindhya y llegó a Achalpur. Hasta este punto, Gurshasp se había movido rápidamente para evitar cualquier ataque de los gobernantes locales de la India central. Sin embargo, en Achalpur, permitió que sus tropas descansaran durante dos días para prepararse para la incursión. Para evitar cualquier ataque, difundió la noticia de que era un noble descontento que había venido a buscar asilo después de rebelarse contra Yalauddin.
Desde Achalpur, Gurshasp marchó hacia Devagiri a través de un paso conocido como Ghati Lajaura (o Lasaura). En este paso, enfrentó la resistencia de Kanhan, un feudatario del rey Ramachandra. Según el historiador del siglo XIV, Abdul Malik Isami, el ejército de Kanhan incluía dos comandantes mujeres que lucharon como «tigresas» y obligaron a Alaudín a retroceder. Sin embargo, la segunda carga del ejército de Delhi tuvo éxito y resultó en una derrota completa de las fuerzas de Kanhan.

## Asedio
Devagiri era una ciudad fortificada, pero estaba en gran parte desprotegida cuando Gurshasp llegó allí. Las fortificaciones se habían debilitado debido a la complacencia de los seunas, que no habían enfrentado ningún ataque reciente a su capital. La mayor parte del ejército estaba en una expedición dirigida por el príncipe heredero Simhana. Además, el fuerte estaba escaso de provisiones. El viejo rey seuna Ramachandra se retiró al fuerte, que estaba ubicado en la cima de una colina. El ejército de Gurshasp saqueó casas y negocios en la parte baja de la ciudad, que había quedado indefensa. Los invasores encarcelaron a los comerciantes y brahmanes prominentes de la ciudad. También capturaron entre 30 y 40 elefantes y alrededor de 1000 caballos de los establos reales.
Mientras tanto, Gurshasp difundió el rumor de que su fuerza era sólo la vanguardia de una caballería de 20 000 hombres, que pronto llegaría a Devagiri. En estas circunstancias, Ramchandra se dio cuenta de que no sería capaz de resistir un asedio. Por lo tanto, envió mensajeros a Gurshasp, advirtiéndole que Simhana llegaría con el ejército seuna en cualquier momento, y que lo mejor para Gurshasp sería aceptar un tratado de paz. Como el comandante musulmán quería regresar a Kara rápidamente para mantener su marcha en secreto, aceptó la oferta de Ramachandra de un pago monetario y, a cambio, prometió liberar a todos los prisioneros y abandonar la ciudad en quince días.
in embargo, antes de que el tratado pudiera concretarse, Simhana regresó a Devagiri. Cuando llegó a las cercanías de la ciudad, Ramachandra le envió un mensaje aconsejándole que honrara el tratado de paz, ya que el ejército invasor era muy poderoso. Sin embargo, Simhana ignoró el consejo de su padre y envió un mensaje a Gurshasp, pidiendo al invasor que devolviera todo el botín y se retirara. Según el historiador del siglo XVI, Firishta, este mensaje enfureció tanto a Gurshasp que tiñó de negro los rostros de los mensajeros de Simhana y los hizo desfilar en su campamento.
Gurshasp dejó una caballería de 1000 hombres bajo el mando de Nusrat Jan en la ciudad y dirigió al resto de sus hombres a luchar contra Simhana. El ejército de los seunas, que superaba en número a sus fuerzas, venció a los invasores al inicio de la batalla. Cuando Nusrat Jan recibió esta noticia, abandonó la ciudad sin esperar la orden de su comandante y dirigió a su ejército al campo de batalla. Los seunas confundieron su contingente con los rumoreados 20 000 hombres de caballería y huyeron del campo de batalla presas del pánico.
Gurshasp regresó entonces al fuerte y lo sitió. Ordenó que mataran a varios brahmanes y comerciantes prisioneros, e hizo desfilar a los parientes cercanos y nobles de Ramachandra frente al fuerte. Al principio, Ramachandra consideró pedir ayuda a los reyes hindúes vecinos. Sin embargo, pronto se descubrió que el fuerte no tenía suficientes provisiones de alimentos: los seunas habían comprado dentro del fuerte alrededor de 2000 a 3000 bolsas que dejaron los comerciantes en pánico cuando el ejército de Gurshasp llegó por primera vez a la ciudad. Habían asumido que estas bolsas contenían grano, pero se descubrió que solo contenían sal.
Un abatido Ramachandra le suplicó a Gurshasp un tratado de paz. Este último, que quería regresar a Kara rápidamente, aceptó una tregua. Esta vez, exigió una suma mucho mayor como indemnización de guerra. Según el cronista del siglo XIV, Ziauddin Barani, la riqueza obtenida durante esta incursión fue tanta que incluso después de ser despilfarrada por los sucesores de Gurshasp, una gran parte de ella permaneció hasta el reinado de Firuz Sah Tughlaq en la década de 1350. Según el historiador del siglo XVI, Firishta, la riqueza obtenida por Alauddin incluía: 600 batmanes (unidad de peso) de oro, 1000 batmanes de plata, 7 batmanes de perlas, 2 batmanes de rubíes, zafiros, diamantes y esmeraldas y 4000 piezas de seda y otros artículos. Además, Ramachandra aceptó enviar los ingresos de la provincia de Achalpur a Gurshasp. Como parte del tratado, Alauddin liberó a los prisioneros sobrevivientes y abandonó Devagiri cinco días después de haber entrado en la ciudad.

## Consecuencias
La incursión de Gurshasp fue la primera vez que un ejército musulmán entraba exitosamente en el Decán. En lugar de entregar el botín de Devagiri al sultán Yalaluddin, Gurshasp se lo llevó a su residencia en Kara. Más tarde, invitó a Jalaluddin a Kara y lo mató, proclamándose nuevo sultán con el nombre de Alaudín. En la década siguiente, Ramachandra dejó de enviar el tributo anual prometido a Delhi y Alaudín envió un gran ejército a someterlo.
El nuevo sultán se casó con la hija del rey seuna, Jhatyapali, quien sería la madre de sus hijos Shihabuddin Omar y Qutbuddin Mubarak Sah. El historiador Kishori Saran Lal creía que Ramachandra aceptó dar la mano de su hija después de la campaña de 1296, pero su colega Satish Chandra creía que pasó después de la segunda expedición.